# Szachty (stacja kolejowa)
Szachty – stacja kolejowa w Szachtach, w obwodzie rostowskim, w Rosji. Znajdują się tu 2 perony.